# غرطر كوشي
غرطر كوشي (الاسم العلمي: Thamnophis couchii) (بالإنجليزية: Couch's garter snake )‏ هو نوع من الزواحف يتبع جنس الغرطر من فصيلة الأحناش.